# Horatiusok esküje
A Horatiusok esküje Jacques-Louis David 1784-ben készült festménye.

## A festmény
A festő azt a pillanatot örökítette meg, amikor a római fiútestvérek a harcba indulás előtt esküt tesznek apjuknak. Fogadalmat tesznek, hogy, ha kell, életüket is feláldozzák azért, hogy legyőzzék az ellenséget, a Curiatiusokat. Hatalmas az ellentét az ifjak elszánt kiállása és az összeboruló, egymást vigasztaló bánatos, megtört asszonyok között. A képnek nem csak a tartalma, hanem a kompozíciója is új volt. A szereplők szoborszerűen, éles körvonallal kidolgozva sorakoznak egymás mellett. Olyan, mintha egy színdarab jelenetét néznénk. A festő három csoportba különítette őket. Mindegyiket háromszög alakzatba foglalta, föléjük pedig félköríves árkádokat festett. A rokokó idején kedvelt elmosódó háttér helyett az oszlopok és ívek formái is élesen kirajzolódnak. A központi motívum kiemelésére az egyiránypontos perspektivikus szerkesztést alkalmazta a festő.